# Empyreum

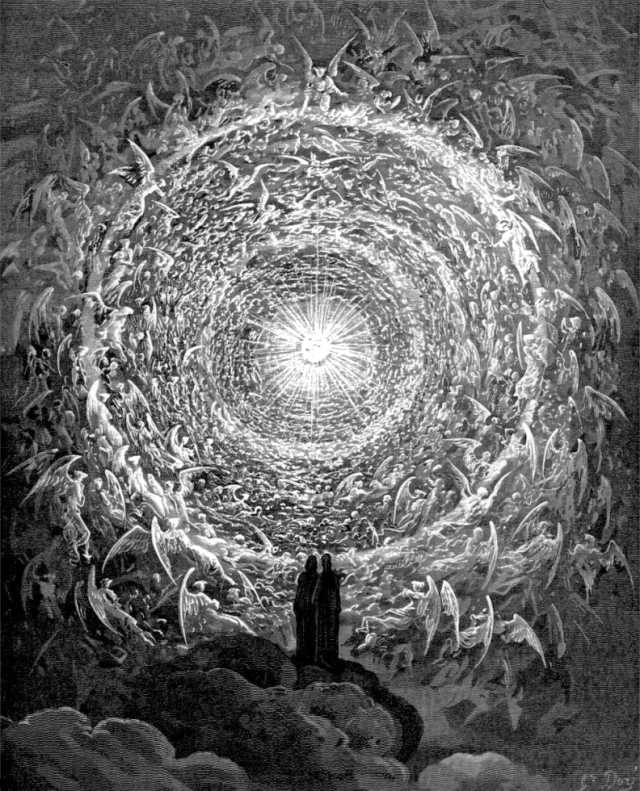
Empyreum, Illustration aus Dante Alighieris Göttlicher Komödie, 19. Jahrhundert

Das Empyreum bzw. Empyrion (von altgriechisch ἔμπυρος émpyros, deutsch ‚im Feuer befindlich‘) war in der Kosmologie des Mittelalters der höchste Teil des Himmels über der Erde und wird als der Bereich des Feuers oder des Lichtes und die Wohnung der Seligen bezeichnet.
So heißt es in Godeschalcus und Visio Godeschalci mit deutscher Übersetzung: „Man behauptet, dass der Himmel ‚Empyreum‘, d. h. ‚ganz aus Feuer‘ heiße, und zwar allein nach seinem Strahlenschein, nicht auch nach der Hitze; und das sei auch, so will man, der ‚Dritte Himmel‘, zu dem Paulus nach seinem Selbstzeugnis“ [2. Kor. 12,2] „entrückt worden ist; denn man setzt als ersten den Luftraum, als zweiten das Firmament und diesen als dritten in der Reihe.“
Nach Aristoteles war das Empyreum vom Äther erfüllt.
Im Christentum galt das Empyreum als Aufenthaltsort Gottes und der Seligen. Als solches wird das Empyreum u. a. in Dantes Göttlicher Komödie erwähnt. Im Englischen gibt es heute noch das Wort Empyrean Heaven (Siebter Himmel).